# Honda SS 90

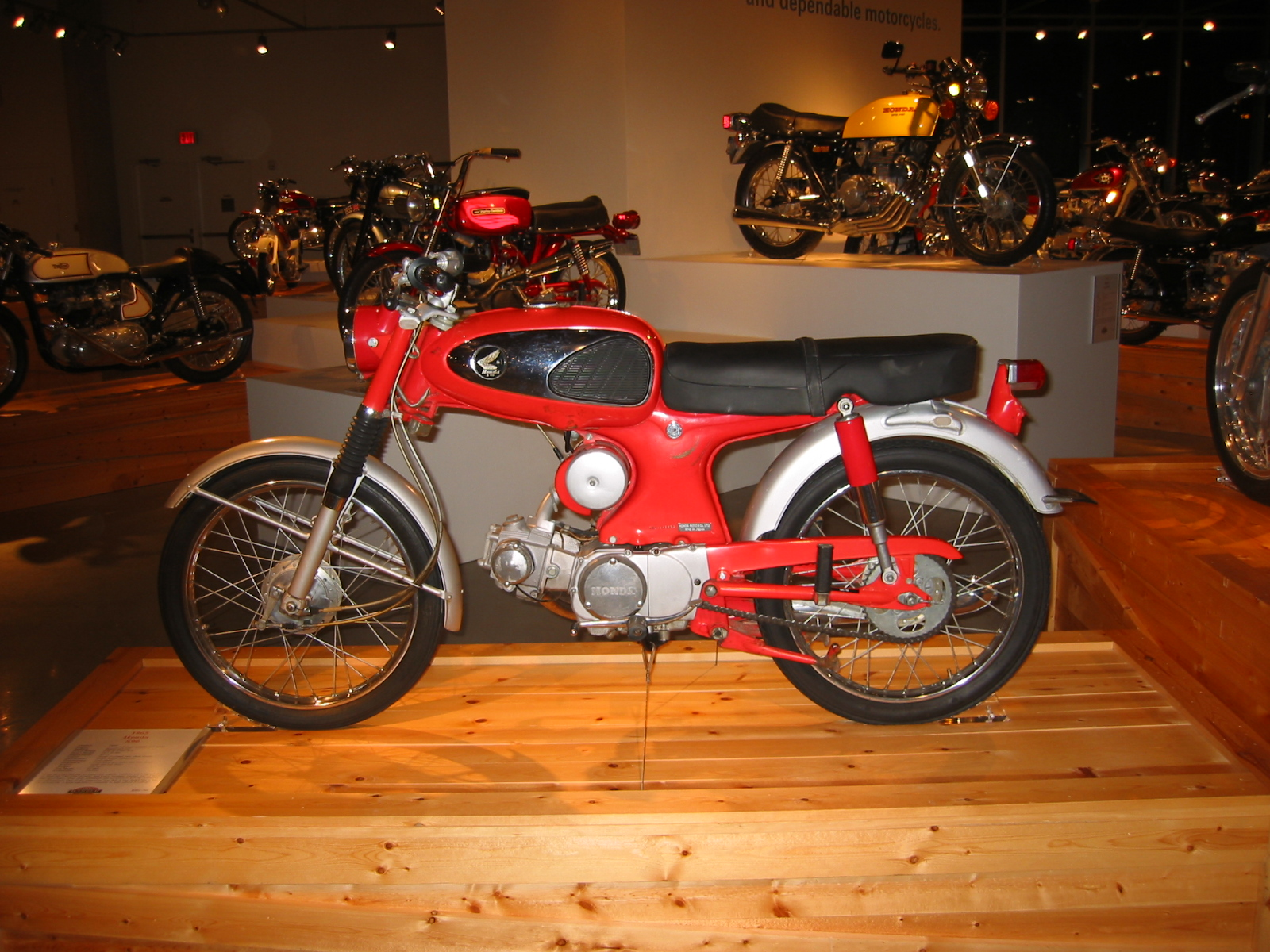
Honda S 90

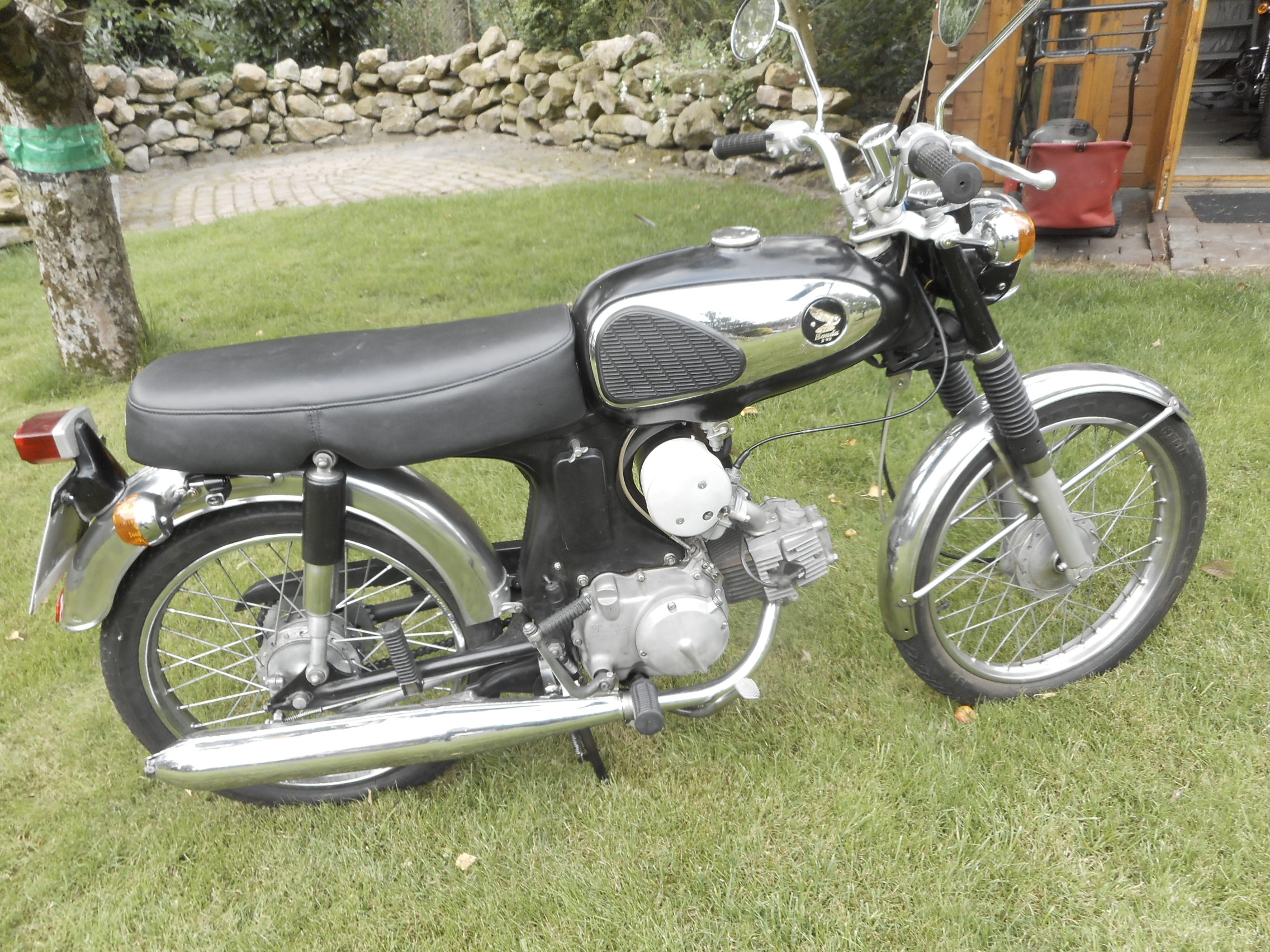
Honda S 90 Sport von 1967

## Honda S90 Sport
Die Honda S 90, das Kürzel S steht für „Sport“, war ein kleines Motorrad des japanischen Herstellers Honda mit liegendem Zylinder und 4-Gang Getriebe. Diese wurde schon 1965 in Deutschland angeboten und mit Abwandlungen kam dieses Konzept auch in anderen Modellen der Zeit zum Einsatz, u. a. SS 50, Dax und Monkey. Diese Maschine hatte einen Pressstahlrahmen mit ölgedämpfter Teleskopgabel. Der Motor mit 89 cm³ leistete 8 PS bei 9.500 min−1 und hatte eine 4-Gang-Fußschaltung. Die Höchstgeschwindigkeit war im Prospekt mit ca. 95 km/h angegeben. In der Preisliste stand sie mit 1335,- DM.
Zum Fahren der 90er war damals der Motorrad-Führerschein Klasse 1 erforderlich.
Nachfolgerin:
Die SS 90 (auch CB 90 SS) war ein kleines Motorrad des japanischen Herstellers Honda aus den frühen 1970er Jahren. Das Kürzel SS steht für Supersport.
Die CB 90 SS wurde nur in Japan verkauft. Sie hatte einen Viertaktmotor mit liegendem Zylinder und ein Fünfganggetriebe mit Kupplung, wie er mit Abwandlungen auch in anderen Modellen der Zeit zum Einsatz kam. Der Motor mit 89 cm³ leistete 10,5 PS bei 9.500 min−1 und hatte eine 5-Gang-Fußschaltung. Die Höchstgeschwindigkeit war im japanischen Prospekt mit 110 km/h angegeben.